# Treuhandanstalt
Treuhandanstalt, ofta kallat Treuhand, var en myndighet som inför Tysklands återförening grundades i Östtyskland 1990 för att vid anslutningen till Västtyskland snabbast möjligt privatisera statligt ägda företag, folkägda företag (VEB). Myndigheten skulle se till att företagen effektiviserades och blev konkurrensfähiga, eller, om de inte bedömdes ha sådan potential, avveckla dem.

## Treuhandanstalt (1990–1994)

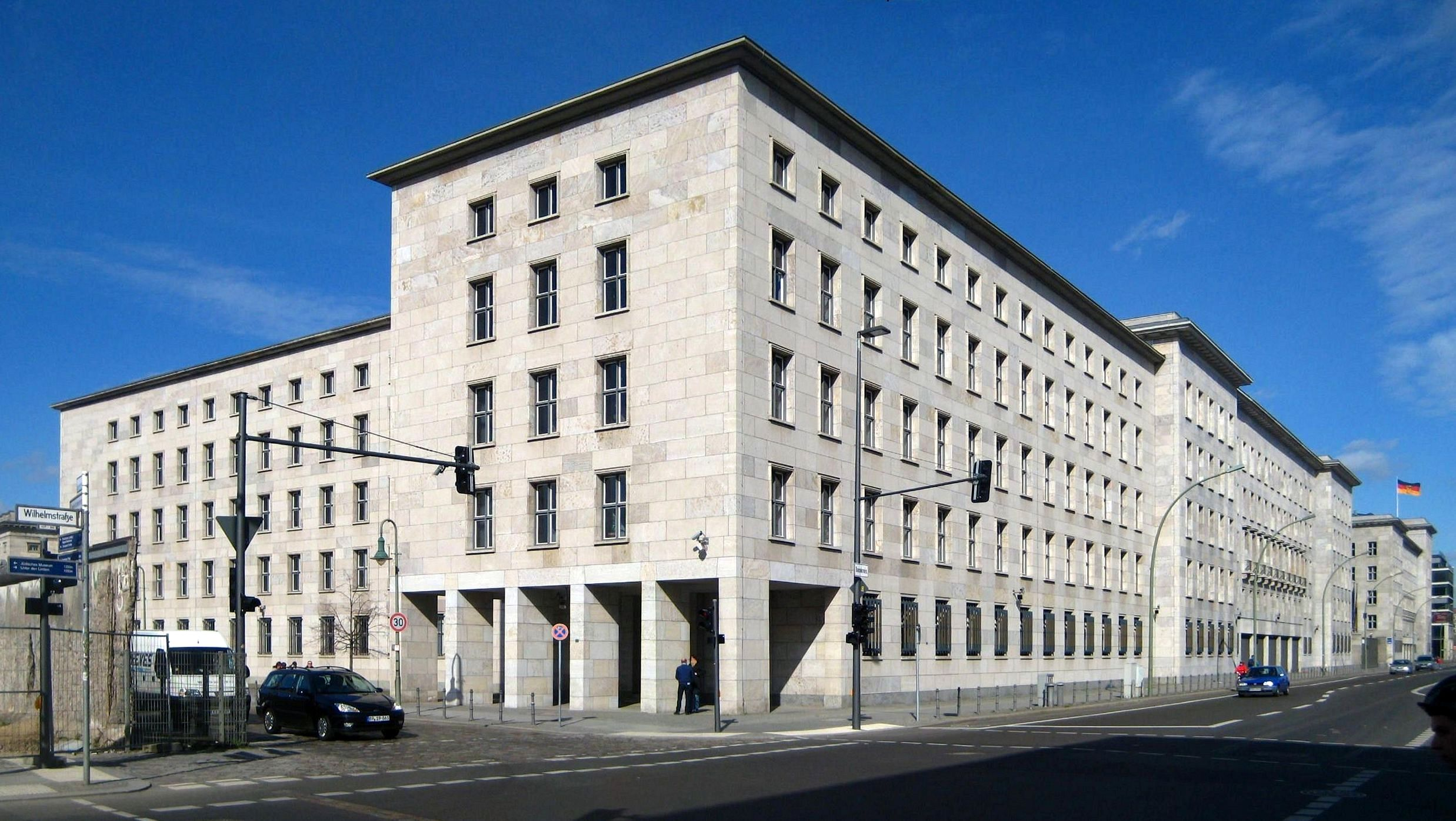
Detlev-Rohwedder-Haus var 1990–1994 Treuhands huvudkontor i Berlin. Idag är det säte för Tysklands finansministerium.

Treuhands inriktning på mesta möjliga, och snabbast möjliga privatisering, alternativt nedläggning, av företagen, går tillbaka till den lag, Gesetz zur Privatisierung und Reorganisation des volkseigenen Vermögens (Treuhandgesetz), som Östtysklands nyvalda parlament antog 17 juni 1990.
Miljontals anställda miste sina jobb när företag lades ner eller rationaliserades för att överleva. Det rörde sig om 12 534 folkägda företag, där antalet arbetsplatser på ett och ett halvt år minskade från 4 miljoner till 1,2 miljoner. Det totala antalet sysselsatta i det tidigare östtyska området minskade från cirka 9,8 miljoner hösten 1989 till 6,7 miljoner i slutet av 1991.
Treuhand fick hård kritik i öst för att gå alltför snabbt fram och samtidigt kritik i väst för att inte gå fram snabbt nog. Treuhandanstalts chef Detlev Rohwedder mördades 1 april 1991; ett mord som förblivit olöst. Han efterträddes av Birgit Breuel.

## BvS (1995– )

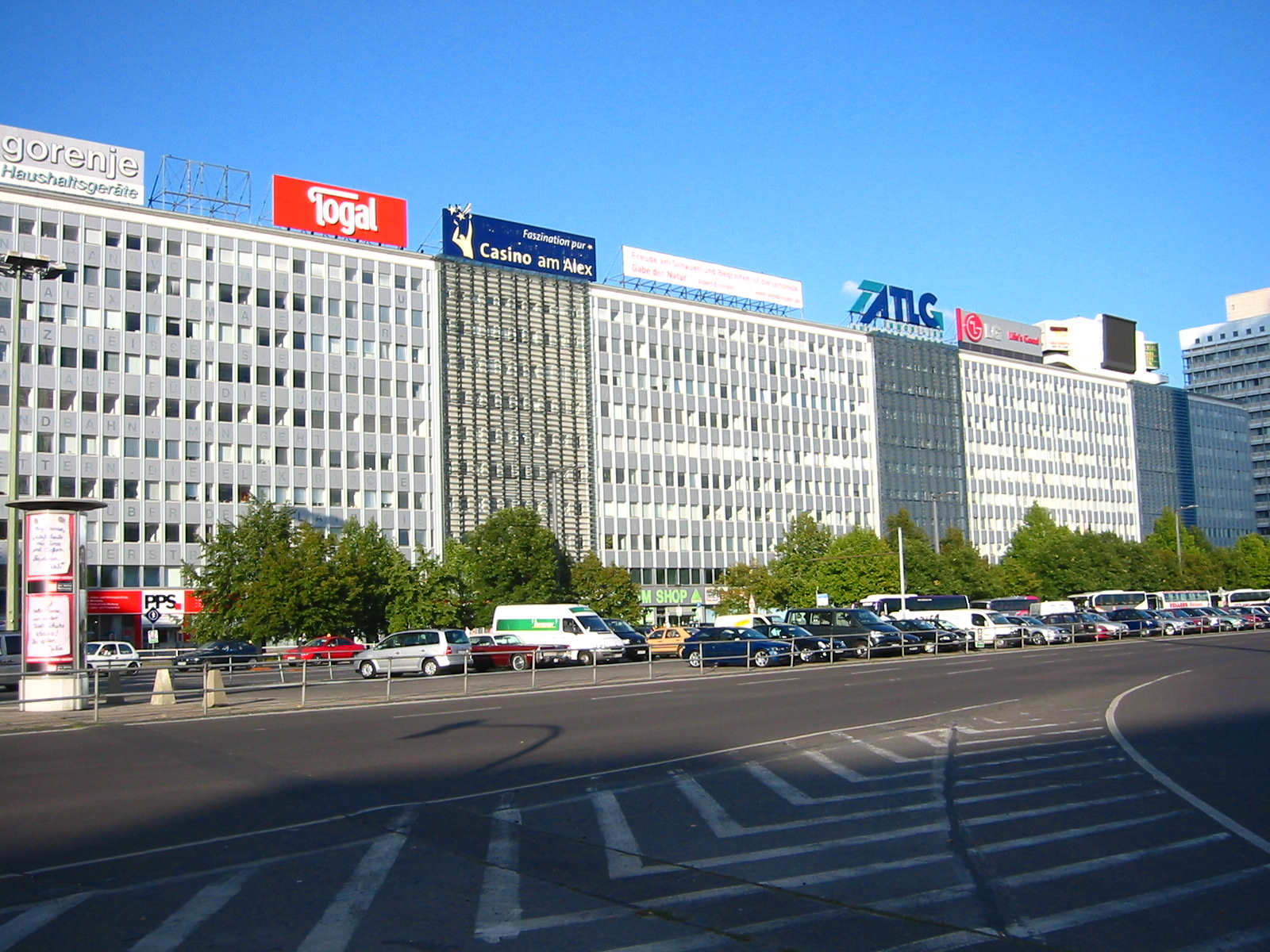
Haus der Elektroindustrie, vid Alexanderplatz i Berlin, där BvS har sitt huvudkontor sedan 1995.

Efter att huvudåtagandena ansågs fullgjorda 1994, skedde en omstrukturering där Treuhand från 1 januari 1995 fortsatte med vissa kvarstående uppdrag under nytt namn, Bundesanstalt für vereinigungsbedingte Sonderaufgaben (BvS). Med utgången av år 2000 upphörde dess operativa verksamhet och BvS fortsatte med endast förvaltande arbete till och med 2003. Från 1 januari 2004 pågår avveckling med målet att slutligen upplösa BvS.